# Martin Kolář
Martin Kolář (Praag, 18 september 1983) is een Tsjechische voormalig voetballer die als middenvelder speelde. 

## Loopbaan
Hij speelde voor FC Bohemians 1905 Praag voor hij in 2002 bij Anderlecht kwam. In 2006 leende RSC Anderlecht hem uit aan Stoke City FC en Westerlo. Na de uitleenperiode in Westerlo werd hij voor het seizoen 2007-2008 uitgeleend aan AC Ajaccio. Daarna vertrok hij definitief bij Anderlecht en tekende bij Helsingborgs IF. In 2009 vertrok hij richting Cyprus en tekende hij bij AEP Paphos FC. Na zijn avontuur in Paphos vertrok hij naar Apollon Limassol. Van 2012 tot 2014 speelde hij voor FC Bohemians 1905 Praag. Sindsdien kwam hij uit voor FC Elseremo Brumov waar hij in 2019 zijn loopbaan afsloot.
Kolář speelde zeven maal voor de onder 21 van Tsjechië en was een vaste waarde bij de onder 20 en onder 19. 